# ジョイックス交通
有限会社ジョイックス交通（ジョイックスこうつう）は、佐賀県神埼市に本社を置き、乗合バス、貸切バスを運行する事業者。貨物運送業などを扱うジョイックスシステムを中核とするジョイックスグループの傘下企業である。公益社団法人日本バス協会、一般社団法人佐賀県バス・タクシー協会加盟。

## 概要
2010年に地元タクシー会社を買収すると共に、有限会社ジョイックス交通に商号変更してタクシー事業に参入。神埼タクシーが受託していたコミュニティバスの神埼市巡回バスを一部受託する形で乗合バス事業にも進出した。タクシー事業では予約型乗り合いタクシー「NORARU」の運行も受託していたが、運転手の高齢化で事業継続が難しいと判断し2025年3月で事業から撤退した。所有するタクシーと乗り合いタクシー事業は吉野ヶ里町の吉野ヶ里観光タクシーが引き継いだ。

## 運行路線

### 路線バス
2020年、昭和自動車の路線再編により神埼三瀬線（佐賀駅BC - 片田江 - 東佐賀 - 神埼駅前 - 広滝 - 三瀬車庫 - 三瀬宿）が廃止となると、路線を短縮（横武 - 三瀬車庫）した上で運行を引き継いだ。引き継がなかった区間のうち佐賀駅BC - 横武間では西鉄バス佐賀が別路線を運行しているが、三瀬車庫 - 三瀬宿間では路線バスが消滅している。

#### 三瀬・神埼線

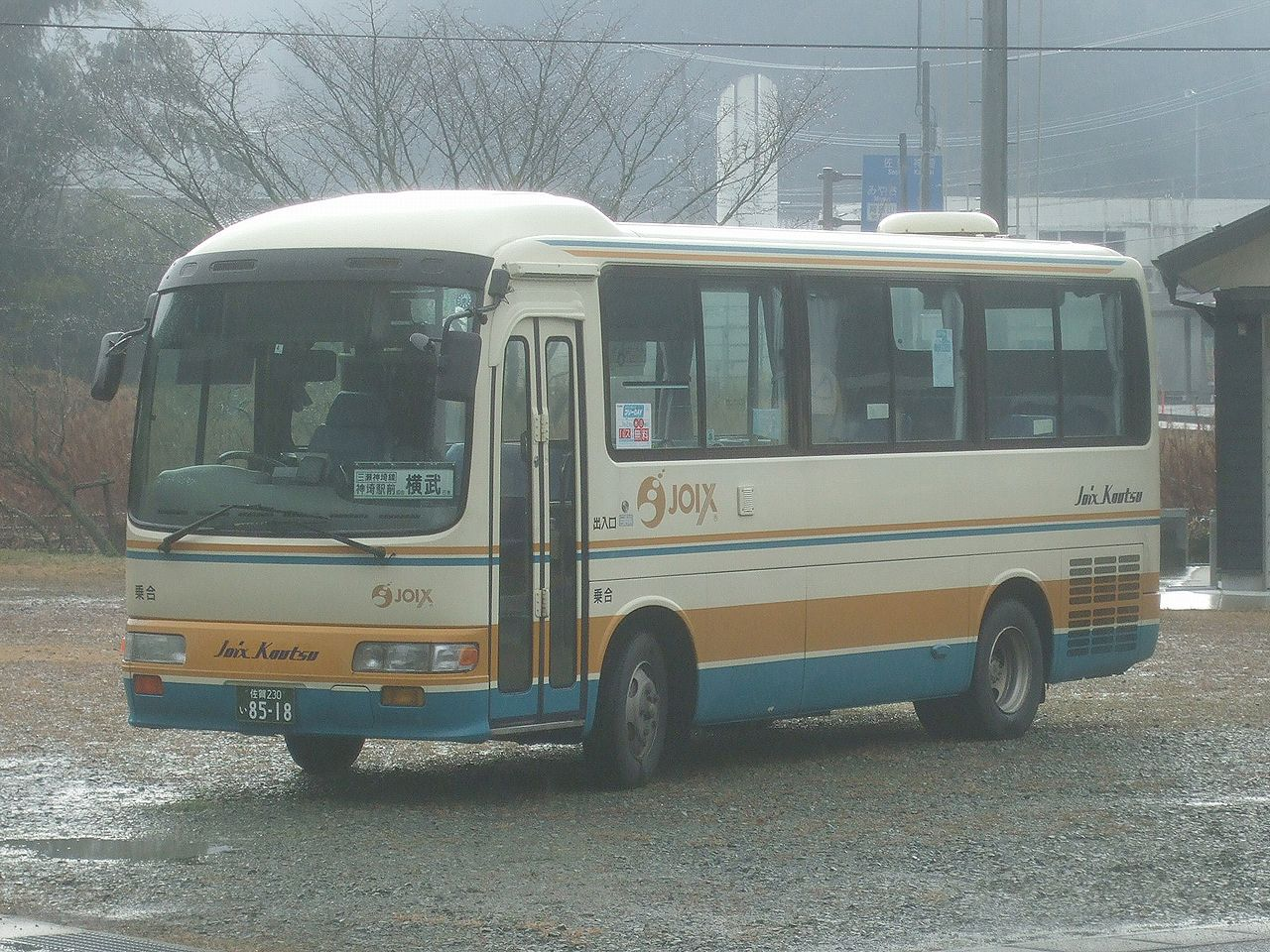
三瀬・神埼線の車両
（日野・リエッセ）

- 三瀬支所 - 三瀬農協前 - 北山ダム東部入口 - 池田 - 唐川 - 薙野 - 大内峠 - 鳥羽院入口 - 頭野入口 - 服巻 - 服巻下 - 上一番ヶ瀬 - 下一番ヶ瀬 - 広滝 - 山神 - 広滝公園入口 - 中の原下 - 眼鏡橋 - 岩屋 - 一の橋 - 脊振小原 - 仁比山神社前 - 仁比山公園下 - 小渕 - 飯町 - 仁比山小学校前 - 石井ヶ里 - 鶴 - 平ヶ里 - 神埼駅前 - 神埼駅通り - 神埼市役所前 - 神埼協和町 - 横武
  - ※全停留所

神埼市中心部と佐賀市三瀬村を結ぶ路線。平日8.5往復、土曜6往復、日祝日4往復。一部三瀬支所 - 神埼駅前、広滝 - 横武間の便がある。国道263号から池田で県道21号に入り南下、ほぼ全線を走破しJR長崎本線踏切を超えた所で県道247号に入り神埼駅へ。更に県道222号を経て神埼駅通りからは国道34号を西進し終点の横武に向かう。三瀬支所で三瀬地区コミュニティバスと、広滝で脊振町通学バスと、神埼駅前でJR九州の長崎本線と、神埼市役所前で西鉄バス佐賀とそれぞれ接続する。また横武は佐賀県立神埼清明高等学校の付近にあり、通学バスとしての機能も担っている。

### コミュニティバス

#### 脊振町通学バス
昭和自動車が神埼三瀬線と同時に撤退したため受託運行を引き継いだ。脊振山麓線、鳥羽院線、倉谷線の3路線。起点となるバス停は神埼市脊振支所前となる広滝バス停。鳥羽院線の広滝 - 頭野入口、倉谷線の広滝 - 一の橋は路線バスの三瀬・神埼線と並走する。通学時間帯は定時定路線で運行（使用車両はバスとジャンボタクシーを併用）し、日中は普通タクシー車両を利用した予約制乗合タクシー（デマンドタクシー）となる。「通学バス」の名称だが一般客も乗車できる。
2020年5月、デマンドタクシーに「ふれあいタクシー」の愛称を命名した。